# Campionati europei under 20 di atletica leggera 2019
Il XXV campionato europeo under 20 di atletica leggera (2019 European Athletics U20 Championship) è la seconda edizione con questa denominazione (precedentemente era conosciuto come campionato europeo juniores di atletica leggera).  Si sono svolti a Borås, in Svezia, dal 18 al 21 luglio 2019.

## Nazioni partecipanti
Al campionato erano presenti atleti provenienti da 47 diverse nazioni, con l'aggiunta degli Atleti Neutrali Autorizzati (atleti di nazionalità russa che non possono gareggiare con la maglia nazionale a causa della sospensione della federazione russa dopo lo scandalo del doping di stato).
- Armenia
- Atleti Neutrali Autorizzati
- Austria
- Azerbaigian
- Belgio
- Bielorussia
- Bosnia ed Erzegovina
- Bulgaria
- Cipro
- Croazia
- Danimarca
- Estonia
- Finlandia
- Francia
- Georgia
- Germania

- Gran Bretagna
- Gibilterra
- Grecia
- Islanda
- Irlanda
- Israele
- Italia
- Kosovo
- Lettonia
- Lituania
- Lussemburgo
- Macedonia del Nord
- Malta
- Moldavia
- Monaco
- Montenegro

- Norvegia
- Paesi Bassi
- Polonia
- Portogallo
- Rep. Ceca
- Romania
- San Marino
- Serbia
- Slovacchia
- Slovenia
- Spagna
- Svezia
- Svizzera
- Turchia
- Ucraina
- Ungheria

## Risultati

### Uomini
| Specialità | Oro                                                              | Prestazione | Argento                                                          | Prestazione | Bronzo                                                                | Prestazione |
| Corse piane |                                                                  |             |                                                                  |             |                                                                       |             |
| 100 m piani | Lorenzo Paissan                                                  | 10"44       | Antoni Plichta                                                   | 10"52       | Chad Miller                                                           | 10"53       |
| 200 m piani | Onyema Adigida                                                   | 21"08       | Elias Goer                                                       | 21"16       | Mattia Donola                                                         | 21"18       |
| 400 m piani | Edoardo Scotti                                                   | 45"85       | Bernat Erta                                                      | 46"24       | Ricky Petrucciani                                                     | 46"34       |
| 800 m piani | Oliver Dustin                                                    | 1'50"56     | Ben Pattison                                                     | 1'50"68     | Finley McLear                                                         | 1'51"19     |
| 1500 m piani | Nuno Pereira                                                     | 3'55"85     | Robin van Riel                                                   | 3'56"03     | Joshua Lay                                                            | 3'56"20     |
| 3000 m piani | Elias Schreml                                                    | 8'16"07     | Miloš Malešević                                                  | 8'16"68     | Ömer Amaçtan                                                          | 8'17"61     |
| 5000 m piani | Aarón Las Heras                                                  | 14'02"76    | Ayetullah Aslanhan                                               | 14'05"01    | Darragh McElhinney                                                    | 14'06"05    |
| Corse su strada |                                                                  |             |                                                                  |             |                                                                       |             |
| Marcia 10 km | Mikita Kaliada                                                   | 41'10"03    | Riccardo Orsoni                                                  | 41'51"71    | Łukasz Niedziałek                                                     | 42'20"66    |
| Corse a ostacoli |                                                                  |             |                                                                  |             |                                                                       |             |
| 110 m hs | Joshua Zeller                                                    | 13"39       | Mark Heiden                                                      | 13"58       | Paul Chabauty                                                         | 13"64       |
| 400 m hs | Carl Bengtström                                                  | 50"32       | Seamus Derbyshire                                                | 50"86       | Matej Baluch                                                          | 51"26       |
| 3000 m siepi | Murat Yalçınkaya                                                 | 8'58"20     | Omar Nuur                                                        | 8'58"79     | Etson Barros                                                          | 9'01"85     |
| Salti |                                                                  |             |                                                                  |             |                                                                       |             |
| Salto in alto | Thomas Carmoy                                                    | 2,22 m      | Oleh Doroshchuk                                                  | 2,14 m      | Arttu Mattila                                                         | 2,12 m      |
| Salto con l'asta | Pål Haugen Lillefosse                                            | 5,41 m      | Illya Kravchenko                                                 | 5,31 m      | Robin Emig                                                            | 5,31 m      |
| Salto in lungo | Jules Pommery                                                    | 7,83 m      | Jarod Biya                                                       | 7,78 m      | Andreas-Samuel Bucsa                                                  | 7,53 m      |
| Salto triplo | Artem Konovalenko                                                | 16,50 m     | Mark Mazheika                                                    | 16,22 m     | Andréas Pantazís                                                      | 16,08 m     |
| Lanci |                                                                  |             |                                                                  |             |                                                                       |             |
| Getto del peso | Aleh Tamashevich                                                 | 21,32 m     | Wojciech Marok                                                   | 20,07 m     | Alperen Karahan                                                       | 19,76 m     |
| Lancio del disco | Yasiel Sotero                                                    | 62,93 m     | Michal Forejt                                                    | 62,17 m     | Jakub Forejt                                                          | 61,64 m     |
| Lancio del martello | Myhaylo Kokhan                                                   | 84,73 m     | Hrístos Frantzeskákis                                            | 84,22 m     | Giorgio Olivieri                                                      | 78,75 m     |
| Lancio del giavellotto | Simon Wieland                                                    | 79,44 m     | Krišjanis Suntažs                                                | 79,23 m     | Dimítrios Tsítsos                                                     | 77,79 m     |
| Prove multiple |                                                                  |             |                                                                  |             |                                                                       |             |
| Decathlon | Simon Ehammer                                                    | 7851 p.     | Léon Mak                                                         | 7700 p.     | Markus Rooth                                                          | 7692 p.     |
| Staffette |                                                                  |             |                                                                  |             |                                                                       |             |
| Staffetta 4×100 m | Germania Fabian Olbert Elias Goer Simon Wulff Lucas Ansah-Peprah | 39"79       | Italia Mattia Donola Lorenzo Paissan Lorenzo Ianes Lorenzo Patta | 39"89       | Paesi Bassi Keitharo Oosterwolde Gino van Wijk Mark Heiden Brett Duff | 40"28       |
| Staffetta 4×400 m | Turchia Oğuzhan Kaya Berke Akçam Kubilay Ençü İlyas Çanakcı      | 3'08"34     | Rep. Ceca Ladislav Topfer Daniel Lehar Filip Licman Matěj Krsek  | 3'08"50     | Spagna Eliezer Zolawo Vicente Antúnez Javier Sánchez Bernat Erta      | 3'08"66     |
| miglior prestazione mondiale under 20; miglior prestazione mondiale stagionale under 20; record europeo; miglior prestazione europea stagionale; record europeo under 20; record europeo stagionale under 20; record dei campionati; record nazionale; record nazionale under 20; record nazionale under 18; record personale; record personale stagionale. |                                                                  |             |                                                                  |             |                                                                       |             |

### Donne
| Specialità | Oro                                                                    | Prestazione | Argento                                                                            | Prestazione | Bronzo                                                                    | Prestazione |
| Corse piane |                                                                        |             |                                                                                    |             |                                                                           |             |
| 100 m piani | Vittoria Fontana                                                       | 11"40       | N'Ketia Seedo                                                                      | 11"40       | Jaël Bestué                                                               | 11"59       |
| 200 m piani | Amy Hunt                                                               | 22"94       | Gémima Joseph                                                                      | 23"60       | Lucie Ferauge                                                             | 23"63       |
| 400 m piani | Polina Miller                                                          | 51"72       | Amber Anning                                                                       | 52"18       | Barbora Malíková                                                          | 52"37       |
| 800 m piani | Isabelle Boffey                                                        | 2'02"92     | Delia Sclabas                                                                      | 2'03"36     | Keely Hodgkinson                                                          | 2'03"40     |
| 1500 m piani | Delia Sclabas                                                          | 4'25"95     | Sarah Healy                                                                        | 4'27"14     | Tugba Toptas                                                              | 4'28"13     |
| 3000 m piani | Zofia Dudek                                                            | 9'30"06     | Mariana Machado                                                                    | 9'30"66     | Elisa Ducoli                                                              | 9'32"42     |
| 5000 m piani | Klara Lukan                                                            | 16'03"62    | Nadia Battocletti                                                                  | 16'09"39    | Laura Valgreen Petersen                                                   | 16'10"44    |
| Corse su strada |                                                                        |             |                                                                                    |             |                                                                           |             |
| Marcia 10 km | Meryem Bekmez                                                          | 44'44"50    | Evin Demir                                                                         | 46'38"68    | Mariona Garcia                                                            | 46'50"50    |
| Corse a ostacoli |                                                                        |             |                                                                                    |             |                                                                           |             |
| 100 m hs | Tilde Johansson                                                        | 13"16       | Pia Skrzyszowska                                                                   | 13"35       | Lucy-Jane Matthews                                                        | 13"38       |
| 400 m hs | Femke Bol                                                              | 56"25       | Sára Mátó                                                                          | 56"89       | Sara Gallego                                                              | 57"44       |
| 3000 m siepi | Paula Schneiders                                                       | 10'08"66    | Claire Palou                                                                       | 10'12"31    | Josina Papenfuß                                                           | 10'12"41    |
| Salti |                                                                        |             |                                                                                    |             |                                                                           |             |
| Salto in alto | Yaroslava Mahuchikh                                                    | 1,92 m      | Adelina Khalikova                                                                  | 1,90 m      | Natalya Spiridonova                                                       | 1,87 m      |
| Salto con l'asta | Aksana Gataullina                                                      | 4,36 m      | Marie-Julie Bonnin                                                                 | 4,16 m      | Elien Vekemans                                                            | 4,16 m      |
| Salto in lungo | Larissa Iapichino                                                      | 6,58 m      | Tilde Johansson                                                                    | 6,52 m      | Holly Mills                                                               | 6,50 m      |
| Salto triplo | Spiridoula Karidi                                                      | 14,00 m     | Aleksandra Nacheva                                                                 | 13,81 m     | Rūta Kate Lasmane                                                         | 13,48 m     |
| Lanci |                                                                        |             |                                                                                    |             |                                                                           |             |
| Getto del peso | Jorinde van Klinken                                                    | 17,39 m     | Pinar Akyol                                                                        | 16,19 m     | Erna Sóley Gunnarsdóttir                                                  | 15,65 m     |
| Lancio del disco | Alida van Daalen                                                       | 55,92 m     | Özlem Becerek                                                                      | 54,17 m     | Amanda Ngandu-Ntumba                                                      | 53,22 m     |
| Lancio del martello | Valeriya Ivanenko                                                      | 65,83 m     | Samantha Borutta                                                                   | 63,53 m     | Zsanett Németh                                                            | 61,99 m     |
| Lancio del giavellotto | Carolina Visca                                                         | 56,48 m     | Julia Ulbricht                                                                     | 54,98 m     | Gedly Tugi                                                                | 54,52 m     |
| Prove multiple |                                                                        |             |                                                                                    |             |                                                                           |             |
| Eptathlon | María Vicente                                                          | 6115 p.     | Kate O'Connor                                                                      | 6093 p.     | Annik Kälin                                                               | 6069 p.     |
| Staffette |                                                                        |             |                                                                                    |             |                                                                           |             |
| Staffetta 4×100 m | Regno Unito Cassie-Ann Pemberton Georgina Adam Amy Hunt Immanuela Aliu | 44"11       | Paesi Bassi Minke Bisschops Demi van der Wildenberg Zoë Sedney N'Ketia Seedo       | 44"21       | Germania Kathleen Reinhardt Chiara Schimpf Denise Uphoff Talea Prepens    | 44"34       |
| Staffetta 4×400 m | Regno Unito Natasha Harrison Louise Evans Isabelle Boffey Amber Anning | 3'33"03     | Bielorussia Katsiaryna Zhyvayeva Valiantsina Chymbar Asteria Limai Alina Luchshava | 3'37"06     | Polonia Aleksandra Formella Aleksandra Wsolek Sara Neumann Susane Lachele | 3'37"13     |
| miglior prestazione mondiale under 20; miglior prestazione mondiale stagionale under 20; record europeo; miglior prestazione europea stagionale; record europeo under 20; record europeo stagionale under 20; record dei campionati; record nazionale; record nazionale under 20; record nazionale under 18; record personale; record personale stagionale. |                                                                        |             |                                                                                    |             |                                                                           |             |

## Medagliere
Legenda
     Paese ospitante
| Posizione | Paese         | Oro | Argento | Bronzo | Totale |
| --------- | ------------- | --- | ------- | ------ | ------ |
| 1         | Gran Bretagna | 6   | 3       | 6      | 15     |
| 2         | Italia        | 5   | 3       | 3      | 11     |
| 3         | Paesi Bassi   | 4   | 5       | 1      | 10     |
| 4         | Ucraina       | 4   | 2       | 0      | 6      |
| 5         | Turchia       | 3   | 4       | 3      | 10     |
| 6         | Germania      | 3   | 3       | 2      | 8      |
| 7         | Svizzera      | 3   | 2       | 2      | 7      |
| 8         | Spagna        | 3   | 1       | 4      | 8      |
| 9         | Bielorussia   | 2   | 2       | 0      | 4      |
| 9         | Svezia        | 2   | 2       | 0      | 4      |
| 11        | Francia       | 1   | 3       | 3      | 7      |
| 12        | Polonia       | 1   | 3       | 2      | 6      |
| 13        | Grecia        | 1   | 1       | 2      | 4      |
| 14        | Portogallo    | 1   | 1       | 1      | 3      |
| 15        | Belgio        | 1   | 0       | 2      | 3      |
| 16        | Norvegia      | 1   | 0       | 1      | 2      |
| 17        | Slovenia      | 1   | 0       | 0      | 1      |
| 18        | Rep. Ceca     | 0   | 2       | 2      | 4      |
| 19        | Irlanda       | 0   | 2       | 1      | 3      |
| 20        | Lettonia      | 0   | 1       | 1      | 2      |
| 20        | Ungheria      | 0   | 1       | 1      | 2      |
| 22        | Bulgaria      | 0   | 1       | 0      | 1      |
| 22        | Serbia        | 0   | 1       | 0      | 1      |
| 24        | Danimarca     | 0   | 0       | 1      | 1      |
| 24        | Estonia       | 0   | 0       | 1      | 1      |
| 24        | Finlandia     | 0   | 0       | 1      | 1      |
| 24        | Islanda       | 0   | 0       | 1      | 1      |
| 24        | Romania       | 0   | 0       | 1      | 1      |
| 24        | Slovacchia    | 0   | 0       | 1      | 1      |
| Totale    | Totale        | 44  | 44      | 44     | 132    |

## Atleti plurivincitori
Donne
- Amy Hunt ( 200 m piani,  staffetta 4×100 m)